# San Gabriel Valley Highlanders
El San Gabriel Valley Highlanders fue un equipo de fútbol de los Estados Unidos que alguna vez jugó en la USL Premier Development League, la cuarta liga de fútbol más importante del país.

## Historia
Fue fundado en el año 1997 en la ciudad de Glendale, California por un grupo de inmigrantes armenios y de empresarios estadounidenses de origen armenio, los cuales en su mayoría eran aficionados al Ararat Yerevan de la Liga Premier de Armenia.
Llegaron pronto a la cima, obteniendo el título de la USL Premier Development League en 1998 tras vencer en la final al Jackson Chargers, así como haber peleado por el título divisional en tres temporadas consecutivas, pero luego de que en la temporada 2001 terminaran con 17 derrotas en 20 partidos, el club desapareció.

## Palmarés
- USL Premier Development League: 1

1998
- USL PDSL Southwest Division: 1

1997

## Temporadas
| Año  | División | Liga     | Temporada Regular | Playoffs     | US Open Cup  |
| ---- | -------- | -------- | ----------------- | ------------ | ------------ |
| 1997 | 4        | USL PDSL | 1º, Southwest     | 3º Lugar     | No clasificó |
| 1998 | 4        | USL PDSL | 2º, Southwest     | Campeón      | 1.ª Ronda    |
| 1999 | 4        | USL PDL  | 4º, Southwest     | No clasificó | No clasificó |
| 2000 | 4        | USL PDL  | 4º, Southwest     | No clasificó | 1.ª Ronda    |
| 2001 | 4        | USL PDL  | 5º, Southwest     | No clasificó | No clasificó |